# ادگار تامازیان
ادگار تامازیان (ارمنی: Էդգար Թամազյան؛ ) کشتی‌گیر مرد اهل ارمنستان در رشته کشتی فرنگی است که مسابقات بین‌المللی برای ارمنستان به رقابت پرداخته است در مجموع در مسابقات قهرمانی کشتی نوآموزان جهان برندهٔ ۱ مدال نقره و ۱ مدال برنز شده است.

## نتایج مهم
| -                                             | -                                        | -                                        | -                                        | -                                        | -                                        | -                                        |
| نتیجه                                         | رکورد                                    | حریف                                     | امتیاز                                   | تاریخ                                    | رویداد                                   | مکان                                     |
| مسابقات قهرمانی نوآموزان جهان - در ۵۴ ک‌گ      | مسابقات قهرمانی نوآموزان جهان - در ۵۴ ک‌گ | مسابقات قهرمانی نوآموزان جهان - در ۵۴ ک‌گ | مسابقات قهرمانی نوآموزان جهان - در ۵۴ ک‌گ | مسابقات قهرمانی نوآموزان جهان - در ۵۴ ک‌گ | مسابقات قهرمانی نوآموزان جهان - در ۵۴ ک‌گ | مسابقات قهرمانی نوآموزان جهان - در ۵۴ ک‌گ |
| --------------------------------------------- | ---------------------------------------- | ---------------------------------------- | ---------------------------------------- | ---------------------------------------- | ---------------------------------------- | ---------------------------------------- |
| باخت                                          | برد–                                     | Yernar Fidakhmetov                       | ۲–۴                                      | ۱۵ ژوئی ۲۰۱۴                             | مسابقات قهرمانی ۲۰۱۴                     | سنینا                                    |
| برد                                           | –                                        |                                          |                                          | ۱۵ ژوئی ۲۰۱۴                             | مسابقات قهرمانی ۲۰۱۴                     | سنینا                                    |
| برد                                           | –                                        |                                          |                                          | ۱۵ ژوئی ۲۰۱۴                             | مسابقات قهرمانی ۲۰۱۴                     | سنینا                                    |
| برد                                           | –                                        |                                          |                                          | ۱۵ ژوئی ۲۰۱۴                             | مسابقات قهرمانی ۲۰۱۴                     | سنینا                                    |
| مسابقات قهرمانی نوآموزان اروپا - ۵ام در ۵۸ ک‌گ |                                          |                                          |                                          |                                          |                                          |                                          |
| برد                                           | برد–                                     | Yahor Vladyka                            | ۴–۰                                      | ۴ اوت ۲۰۱۵                               | مسابقات قهرمانی                          | سوبتیتسا                                 |
| برد                                           | –                                        | Gergel Bak                               | ۸–۰                                      | ۴ اوت ۲۰۱۵                               | مسابقات قهرمانی                          | سوبتیتسا                                 |
| باخت                                          | –                                        | Miakhdi Iaskhiaev                        | ۱–۵                                      | ۴ اوت ۲۰۱۵                               | مسابقات قهرمانی                          | سوبتیتسا                                 |
| برد                                           | –                                        | Vadim Terzi                              | ۸–۰                                      | ۴ اوت ۲۰۱۵                               | مسابقات قهرمانی                          | سوبتیتسا                                 |
| مسابقات قهرمانی نوآموزان جهان - در ۵۸ ک‌گ      |                                          |                                          |                                          |                                          |                                          |                                          |
| برد                                           | برد–                                     | Serhii Hrushyn                           | ۳–۱                                      | ۲۰۱۵                                     | مسابقات قهرمانی                          | سارایوو                                  |
| برد                                           | –                                        | David Bakuradze                          | ۸–۰                                      | ۲۰۱۵                                     | مسابقات قهرمانی                          | سارایوو                                  |
| باخت                                          | –                                        | امین کاویانی‌نژاد                         | ۰–۳                                      | ۲۰۱۵                                     | مسابقات قهرمانی                          | سارایوو                                  |
| برد                                           | –                                        | Taylor Lamont                            | ۳–۱                                      | ۲۰۱۵                                     | مسابقات قهرمانی                          | سارایوو                                  |
| مسابقات قهرمانی جوانان جهان - ۱۱ام در ۵۵ ک‌گ   |                                          |                                          |                                          |                                          |                                          |                                          |
| باخت                                          |                                          | Nuzupbek Topchubaev                      | ۰–۸                                      | ۳۱ اوت ۲۰۱۶                              | مسابقات قهرمانی ۲۰۱۶                     | ماکن                                     |
| برد                                           |                                          | Ekrem Suleyman Ozturk                    | ۶–۳                                      | ۳۱ اوت ۲۰۱۶                              | مسابقات قهرمانی ۲۰۱۶                     | ماکن                                     |